# Jean-Pierre Cottanceau
Jean-Pierre Cottanceau, né le 14 janvier 1953 à Ussel en Corrèze, est un évêque catholique français, membre de la congrégation des Sacrés-Cœurs, archevêque de Papeete depuis décembre 2016. Il est consacré archevêque de Papeete le 18 février 2017.

## Biographie

### Formation
Jean-Pierre Cottanceau effectue sa scolarité à Capdenac dans l'Aveyron puis il intègre le collège du petit séminaire des pères des Sacrés-Cœurs de Graves à Villefranche-de-Rouergue, puis au lycée Saint-Joseph à Villefranche-de-Rouergue.
Il poursuit sa formation chez les pères des Sacrés-Cœurs de Jésus et de Marie (SS.CC) le 11 septembre 1971 à Combs-la-Ville en Seine-et-Marne.
Il est ordonné prêtre pour les pères de Picpus le 10 mai 1980 à Paris, en l'église Saint-Gabriel par le  cardinal François Marty.
Il est titulaire d'une maîtrise en théologie, d'un DEA en théologie et d'un doctorat à la faculté de théologie catholique de Strasbourg.
Durant les premières années de son ministère, il est aumônier des collèges et lycées dans le XXe arrondissement de Paris. En 1985, il reprend des études à l'École biblique de Jérusalem. Il rejoint à partir de 1986 Villefranche-de-Rouergue où il assure la direction d'un foyer de jeunes. 
En 1998, il est nommé responsable de la formation des séminaristes des pères de Picpus à Tahiti. Il participe également à la formation au grand séminaire de Papeete. De 2000 à 2010, il est curé de la paroisse du Sacré-Cœur à Arue. 
En 2010, il part pour les Philippines enseigner au Prenovitiate Damian  Formation Center de Quezon City.
Le 25 août 2015, le pape le renvoie à Tahiti comme administrateur apostolique de l'archidiocèse de Papeete, vacant depuis le départ à la retraite de Hubert Coppenrath en 2011, en remplacement de Pascal Chang-Soi, devenu évêque de Taiohae aux îles Marquises.
Le 15 décembre 2016, le pape François le nomme finalement archevêque de Papeete. Il reçoit la consécration épiscopale le 18 février suivant des mains de Calvet, archevêque de Nouméa, assisté de Hubert Coppenrath, archevêque émérite de Papeete et de Pascal Chang-Soi, évêque de Taiohae.